# نانسي ويلر
نانسي ويلر هي شخصية خيالية من برنامج نتفليكس التلفزيوني أشياء غريبة، قامت بدورها الممثلة الأمريكية ناتاليا داير.
نانسي هي أخت مايك ويلر ، صديقة جوناثان بايرز، والصديقة السابقة لستيف هارينجتون. تبدأ نانسي التحقيق في اختفاء ويل بايرز عندما تختفي صديقتها باربرا أيضًا. تتعاون مع صديقها المستقبلي جوناثان بايرز للتحقيق في اختفاء ويل وباربرا، مما يؤدي إلى اكتشافها للبُعد السفلي، وهو بُعد بديل.

## تصوير
في مقابلة مع مجلة كوزموبوليتان كشفت ناتاليا داير أنها اختبرت أداء الدور مرتين واعتقدت في البداية أنها "دمرت" الاختبار الأولي لها.